# 舒清友
舒清友（1955年9月—），湖南省溆浦县桥江镇人，中国人民解放军空军中将。

## 生平
1973年入伍，中国共产党党员。中国人民解放军空军指挥学院作战指挥专业毕业，曾任空军航空兵第三十四师政治委员，2009年任空军政治部副主任。2013年任成都军区副政委兼成都军区空军政委。2016年1月任中国人民解放军西部战区副政委兼西部战区空军政委。
2014年7月晋升中国人民解放军空军中将军衔。
2013年，当选第十二届全国人民代表大会解放军代表。